# Pedaria tanganyika
Pedaria tanganyika är en skalbaggsart som beskrevs av Josso och Prévost 2003. Pedaria tanganyika ingår i släktet Pedaria och familjen bladhorningar. Inga underarter finns listade i Catalogue of Life.